# Eric Fehr
Eric Fehr (* 7. September 1985 in Winkler, Manitoba) ist ein ehemaliger kanadischer Eishockeyspieler, der im Verlauf seiner aktiven Karriere zwischen 2000 und 2022 unter anderem 722 Spiele für die Washington Capitals, Winnipeg Jets, Pittsburgh Penguins, Toronto Maple Leafs, San Jose Sharks und Minnesota Wild in der National Hockey League (NHL) auf der Position des rechten Flügelstürmers bestritten hat. In Diensten der Pittsburgh Penguins gewann er im Jahr 2016 den Stanley Cup.

## Karriere

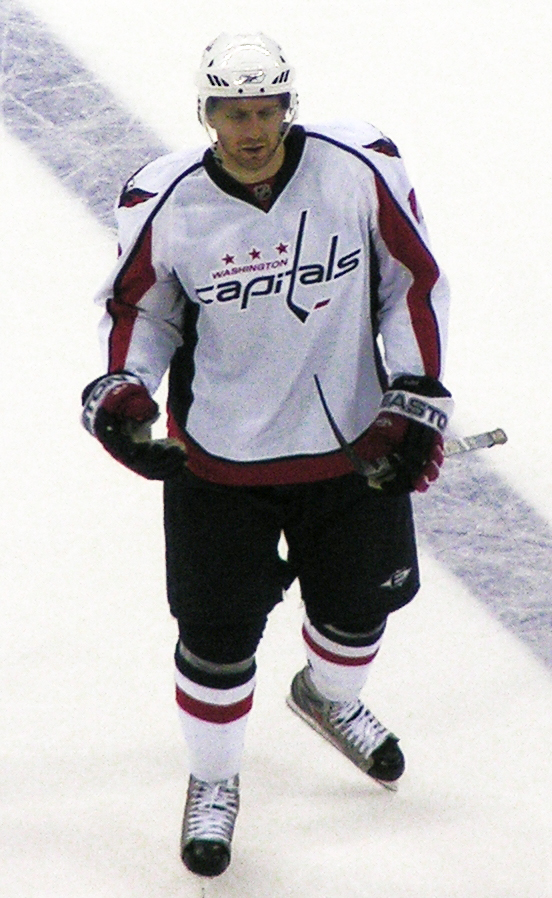
Fehr im Trikot der Washington Capitals (2008)

Der 1,93 m große Flügelstürmer begann seine Karriere bei den Brandon Wheat Kings in der kanadischen Juniorenliga Western Hockey League, bevor er beim NHL Entry Draft 2003 als 18. in der ersten Runde von den Washington Capitals ausgewählt wurde. Im Trikot der Wheat Kings lief Fehr zwischen 2000 und 2005 in 339 Partien auf. In seinem letzten Jahr in der Liga gewann er neben der Bob Clarke Trophy als Topscorer auch die Four Broncos Memorial Trophy als bester Spieler der Saison. Anschließend wechselte er in die Organisation der Capitals.
Zunächst wurde der Linksschütze bei den Hershey Bears, einem Farmteam Washingtons, in der American Hockey League (AHL) eingesetzt. Während der Saison 2005/06 absolvierte er jedoch auch seine ersten elf Spiele in der National Hockey League. Mit den Bears gewann Fehr schon in seiner ersten Profisaison abseits des Juniorenhockeys den Calder Cup, die Meisterschaft der American Hockey League. Zu Beginn der folgenden Spielzeit wurde der Kanadier erneut in den Kader der Capitals berufen, kehrte dann aber zu den Hershey Bears zurück. Bei seiner zweiten Berufung im Januar 2007 erzielte der Angreifer beim 7:3-Sieg seines Franchise gegen die Carolina Hurricanes schließlich sein erstes NHL-Tor.
Ab dem 4. Februar 2008 gehörte Eric Fehr wieder zum NHL-Kader der Washington Capitals, nachdem er zu Beginn der Saison 2007/08 zu den Hershey Bears zurückgekehrt war. Diese transferierten den rechten Flügelstürmer am 8. Juli 2011 im  Austausch für Danick Paquette und einem Viertrunden-Wahlrecht im NHL Entry Draft 2012 zu den Winnipeg Jets. Seine bis dato beste Spielzeit hatte er in der Saison 2009/10 absolviert, als er in 69 Partien 39 Scorerpunkte verbucht hatte. Aufgrund des NHL-Lockouts wechselte Fehr von Oktober 2012 bis Januar 2013 zum HPK Hämeenlinna in die finnische SM-liiga und erzielte dort 25 Scorerpunkte in 21 Spielen. Nach Ende des Lockouts kehrte er zu den Washington Capitals zurück und unterzeichnete dort einen Einjahresvertrag. Bereits knapp vier Monate später verlängerte er diesen Vertrag vorzeitig um zwei Jahre.
Im Juli 2015 konnte sich Fehr mit den Capitals nicht auf einen neuen Vertrag einigen, sodass er sich als Free Agent den Pittsburgh Penguins anschloss und dort einen Dreijahresvertrag unterzeichnete. Bereits in seinem ersten Jahr gewann er mit den Penguins den Stanley Cup. Zur Trade Deadline am 1. März 2017 wurde Fehr samt Steven Oleksy sowie einem Viertrunden-Wahlrecht für den NHL Entry Draft 2017 an die Toronto Maple Leafs abgegeben, die im Gegenzug Frank Corrado nach Pittsburgh schickten. Im November 2017 verliehen die Maple Leafs den Angreifer an die San Diego Gulls aus der AHL. Dieses Engagement endete, als er im Februar 2018 im Tausch für ein Siebtrunden-Wahlrecht im NHL Entry Draft 2020 an die San Jose Sharks abgegeben wurde. In San Jose beendete Fehr die Saison 2017/18, erhielt jedoch keinen weiterführenden Vertrag, sodass er sich, abermals als Free Agent, den Minnesota Wild anschloss.
Nach einer Spielzeit in Minnesota entschied sich der Stürmer erneut nach Europa zu wechseln, wo er im Juli 2019 einen Vertrag beim Genève-Servette HC aus der Schweizer National League unterzeichnete. Dort spielte er bis zum Frühjahr 2021. Erst im Dezember fand der Kanadier mit Ak Bars Kasan aus der Kontinentalen Hockey-Liga (KHL) einen neuen Arbeitgeber.

### International
Fehr spielte mit dem Team Canada Western – einer Auswahl von Spielern der Provinzen Manitoba und Saskatchewan – bei der World U-17 Hockey Challenge 2001. Dabei lief er in fünf Partien auf, bereitete ein Tor vor und erhielt 20 Strafminuten. Im Rahmen der Euro Hockey Tour der Saison 2021/22 gab der Stürmer sein Debüt in der kanadischen Nationalmannschaft.

## Erfolge und Auszeichnungen
| - 2003 Teilnahme am CHL Top Prospects Game - 2005 WHL East First All-Star Team - 2005 Four Broncos Memorial Trophy - 2005 Bob Clarke Trophy - 2005 CHL Second All-Star Team | - 2006 Teilnahme am AHL All-Star Classic - 2006 Calder-Cup-Gewinn mit den Hershey Bears - 2016 Stanley-Cup-Gewinn mit den Pittsburgh Penguins - 2019 Spengler-Cup-Gewinn mit dem Team Canada |

## Karrierestatistik

### International
Vertrat Kanada bei:
- World U-17 Hockey Challenge 2001

(Legende zur Spielerstatistik: Sp oder GP = absolvierte Spiele; T oder G = erzielte Tore; V oder A = erzielte Assists; Pkt oder Pts = erzielte Scorerpunkte; SM oder PIM = erhaltene Strafminuten; +/− = Plus/Minus-Bilanz; PP = erzielte Überzahltore; SH = erzielte Unterzahltore; GW = erzielte Siegtore; 1 Play-downs/Relegation; Kursiv: Statistik nicht vollständig)